# Rzym w płomieniach
Rzym w płomieniach (ang. The Flames of Rome) – powieść historyczna amerykańskiego pisarza  Paula L. Maiera wydana w 1981 roku. Polskie tłumaczenie ukazało się w 1994 roku.
Jej akcja toczy się w latach 47-68, a głównym bohaterem jest Tytus Flawiusz Sabinus. Wszystkie postacie występujące na kartach powieści istniały naprawdę, a książka jest zbliżona do fabularnej rekonstrukcji (opartej na źródłach, dokładnie wyszczególnionych w przypisach).